# Пенелопа білоброва
Пенелопа білоброва (Penelope jacucaca) — вид куроподібних птахів родини краксових (Cracidae).

## Поширення
Ендемік Бразилії. Поширений в Північно-східному регіоні у штатах Піауї, Сеара, Параїба, Пернамбуку, Баія та Мінас-Жерайс. Мешкає в сухих низинних лісах і в каатингах.

## Опис
Птах 65–70 см завдовжки, зовні схожих на індиків. Має оперення, що складається з різних теплих відтінків коричневого, з явними білими смугами на верхній частині крила. Має характерну ділянку червоної голої шкіри на горлі. Очі карі, а гола шкіра обличчя чорна. Має яскраво виражену білу надбрівну лінію, жовтуватий дзьоб і червонуваті лапки.